# العلاقات البرتغالية السورينامية
العلاقات البرتغالية السورينامية هي العلاقات الثنائية التي تجمع بين البرتغال وسورينام.

## مقارنة بين البلدين
هذه مقارنة عامة ومرجعية للدولتين:
| وجه المقارنة                                              | البرتغال                                                  | سورينام                        |
| --------------------------------------------------------- | --------------------------------------------------------- | ------------------------------ |
| المساحة (كم2)                                             | 92.21 ألف                                                 | 163.27 ألف                     |
| عدد السكان (نسمة)                                         | 10.60 مليون                                               | 563.40 ألف                     |
| الكثافة السكانية (ن./كم²)                                 | 114.95                                                    | 3.45                           |
| العاصمة                                                   | لشبونة                                                    | باراماريبو                     |
| اللغة الرسمية                                             | اللغة البرتغالية، اللغة الميراندية                        | اللغة الهولندية                |
| العملة                                                    | يورو، اسكودو برتغالي                                      | دولار سورينامي، غيلدر سورينامي |
| الناتج المحلي الإجمالي (بليون دولار)                      | 217.57 مليار                                              | 3.32 مليار                     |
| الناتج المحلي الإجمالي (تعادل القوة الشرائية) بليون دولار | 307.82 مليار                                              | 9.07 مليار                     |
| الناتج المحلي الإجمالي الاسمي للفرد دولار أمريكي          | 19.22 ألف                                                 | 9.48 ألف                       |
| الناتج المحلي الإجمالي للفرد دولار أمريكي                 | 28.76 ألف                                                 | 16.64 ألف                      |
| مؤشر التنمية البشرية                                      | 0.830                                                     | 0.714                          |
| رمز المكالمات الدولي                                      | +351                                                      | +597                           |
| رمز الإنترنت                                              | .pt                                                       | .sr                            |
| المنطقة الزمنية                                           | توقيت غرب أوروبا، توقيت غرب أوروبا الصيفي، أوروبا/لشبونة ‏ | 00                             |

## منظمات دولية مشتركة
يشترك البلدان في عضوية مجموعة من المنظمات الدولية، منها:
| علم المنظمة | اسم المنظمة                        | تاريخ انضمام البرتغال | تاريخ انضمام سورينام |
| ----------- | ---------------------------------- | --------------------- | -------------------- |
|             | يونسكو                             | 11 مارس 1965          | 16 يوليو 1976        |
|             | وكالة ضمان الاستثمار متعدد الأطراف | 6 يونيو 1988          | 2 يوليو 2003         |
|             | الأمم المتحدة                      | 14 ديسمبر 1955        | 4 ديسمبر 1975        |
|             | الاتحاد البريدي العالمي            | ?                     | ?                    |
|             | البنك الدولي للإنشاء والتعمير      | 29 مارس 1961          | 27 يونيو 1978        |
|             | المنظمة الهيدروغرافية الدولية      | ?                     | ?                    |
|             | الاتحاد الدولي للاتصالات           | 1866                  | 15 يوليو 1976        |
|             | منظمة حظر الأسلحة الكيميائية       | ?                     | ?                    |
|             | مؤسسة التمويل الدولية              | 8 يوليو 1966          | 1 سبتمبر 2011        |
|             | منظمة التجارة العالمية             | ?                     | ?                    |
|             | منظمة الشرطة الجنائية الدولية      | ?                     | ?                    |

## وصلات خارجية
- موقع وزارة الخارجية البرتغالية
- موقع وزارة الخارجية السورينامية